# سجاد هاشمی آهنگری
سجاد هاشمی آهنگری (متولد ۱۳۷۰ در تبریز) دونده دوهای سرعت ایرانی است. رشته تخصصی او ۴۰۰ متر و ۲۰۰ متر و رکورد دار ملی ایران در ۴×۴۰۰ متر است.

## جوانان
هاشمی در سال ۲۰۰۷ در قهرمانی نوجوانان جهان به نیمه‌نهایی رشته ۴۰۰ متر صعود کرد و در فینال به مقام نهمی دست یافت سال بعد در قهرمانی جوانان آسیا پنجم شد و دو سال بعد در دورهٔ بعدی قهرمانی جوانان آسیا در رشته ۴۰۰ متر با رکورد ۴۷٫۱۸ دقیقه به مدال طلا رسیده و در ۲۰۰ متر با زمان ۲۱٫۰۹ ثانیه رکورد جدیدی برای ایران ثبت کرده و به مقام چهارم رسید و یک مدال برنز در ۴ در ۴۰۰ متر امدادی را نیز کسب کرد.

## بزرگسالان
هاشمی در بازی‌های آسیایی ۲۰۱۰ در دو رشتهٔ ۴۰۰ متر و ۴ در ۴۰۰ متر شرکت کرد اما به دور فینال هیچ‌یک از این دو نرسید.
او در قهرمانی غرب آسیا ۲۰۱۱ در حلب مدال طلای ۴۰۰ متر را دریافت کرد و در ۴ در ۴۰۰ متر همراه با رضا بوعذار، سجاد مرادی و ادوارد مانگاسار رکورد ایران را با زمان ۳:۰۷٫۸۷ دقیقه شکست.
سجاد هاشمی در بازی‌های ارتش‌های جهان ۲۰۱۱ در ریودوژانیرو با زمان ۴۵ ثانیه و ۸۱ صدم ثانیه به مقام قهرمانی رسیده و رکورد جدیدی برای ایران ثبت کرده و نخستین ایرانی شد که توانسته ۴۰۰ متر را در کمتر از ۴۶ ثانیه بدود. وی با این رکورد سهمیه المپیک ۲۰۱۲ را دریافت کرد. وی در المپیک در دور مقدماتی حذف شد.

## پس گرفتن مدال المپیک ۲۰۲۴
وی که از ایران به ترکیه مهاجرت کرده و با کسب تابعیت ترکیه و تغییر نام به سرکاین ایلدیریم خود را کم بینا اظهار کرد و در المپیک ۲۰۲۴ پاریس حضور یافت، مدال طلا گرفت. اما پس از اعتراض برخی شرکت کنندگان و پذیرش اعتراضات، کمیته پاراالمپیک مدال طلای وی را پس گرفت.